# Pyrausta nyctemeralis
Pyrausta nyctemeralis là một loài bướm đêm trong họ Crambidae.